# Leverett (Massachusetts)
Pour les articles homonymes, voir Leverett.
Leverett est une ville du comté de Franklin dans le Massachusetts aux États-Unis.